# Kathryne Dora Brown
Kathryne Dora Brown (* 10. Februar 1971 in Los Angeles, Kalifornien; manchmal auch Kathryne Brown) ist eine US-amerikanische Schauspielerin.

## Leben
Brown ist die Tochter der Schauspieler Georg Stanford Brown und Tyne Daly. 1990 wurde die Ehe ihrer Eltern geschieden. Mütterlicherseits entstammt Brown einer Familie mit langer Schauspieltradition. So ist der Schauspieler James Daly ihr Großvater und der Schauspieler Timothy Daly ihr Onkel. Der Komponist Mark Snow ist der Ehemann ihrer Tante Glynn Daly.  
Brown hat einen Abschluss an der American Musical and Dramatic Academy in New York City gemacht. 2006 gewann sie zusammen mit anderen bei den Character and Morality in Entertainment Awards einen Camie Award für das Fernsehdrama The Reading Room.

## Filmografie (Auswahl)
- 1994: Cagney & Lacey – Tödlicher Kaviar
- 1995: Christy (Serie)
- 1996: Poison Ivy 2: Lily
- 1996: Ein nicht ganz perfekter Mord (TV)
- 1997: To dance with Olivia (TV)
- 1997: Chicago Hope – Endstation Hoffnung
- 1998: The Tiger Woods Story (TV)
- 1998–1999: Ein Wink des Himmels (Serie)
- 1999: Practice – Die Anwälte (Serie)
- 1999–2000: Linc´s (Serie)
- 2000: Jack & Jill (Serie)
- 2000: Becker (Serie)
- 2001: For Love of Olivia (TV)
- 2001: The Wedding Dress (TV)
- 2002: The Residents of Washington Heights (Serie)
- 2002–2003: Für alle Fälle Amy
- 2004: Landslide – Wenn die Welt versinkt (TV)
- 2005: Dream Street
- 2005: The Reading Room (TV)
- 2007: South if Pico